# 沙蒙·伊斯梅尔
沙蒙·伊斯梅尔（乌尔都语）是一位巴基斯坦歌手、词曲作者、作曲家和多种乐器演奏家，以其标志性的旁遮普语和布鲁斯混合而闻名。

## 早年
沙蒙·伊斯梅尔在伊斯兰堡出生和长大。他从小的大部分时间都在学习乐器，对弹吉他有着浓厚的兴趣。

## 演艺生涯
在他职业生涯的一开始，伊斯梅尔在朋友的帮助下开始在Band Camp和Sound Cloud上发行音乐，从那里他吸引了一批追随者。他经常在当地大学校园里现场表演，也在流行的地区性音乐节上表演。他在YouTube上发布了他的第一个音乐视频《金枪鱼》，在巴基斯坦和印度观众中很受欢迎。与伊斯梅尔合作的艺术家包括MRKLE，塔拉勒·库雷希，阿都拉·库雷希，海德·穆斯塔桑，阿西姆·爱资哈尔等。

## 人物事件
2018年末，巴基斯坦歌手比拉·汗被指抄袭了依斯迈的歌曲《Taare》。